# Markus Mraz
Markus Mraz (* 18. Oktober 1968 in Wien) ist ein österreichischer Koch.

## Werdegang
Die Eltern von Markus Mraz betrieben in der Donaustadt ein Gasthaus. Nach der Matura am Modul übernahm Markus Mraz 1988 einen Eissalon in der Währinger Straße.
1990 eröffnete Markus Mraz mit seinem Vater Karl-Heinz († 2012) das Restaurant Mraz & Sohn. 2015 wurde das Restaurant mit zwei Michelinsternen ausgezeichnet. Sein Sohn Lukas Mraz ist ebenfalls Küchenchef im Mraz & Sohn, sein Sohn Manuel ist dort Restaurantleiter.

## Auszeichnungen
- 2006: Ein Stern im Guide Michelin 2007 für das Restaurant Mraz & Sohn
- 2015: Zwei Sterne im Guide Michelin 2016 für das Restaurant Mraz & Sohn
- 2016: 18 von 20 Punkten (drei Hauben) im Gault-Millau 2017